# Forcall

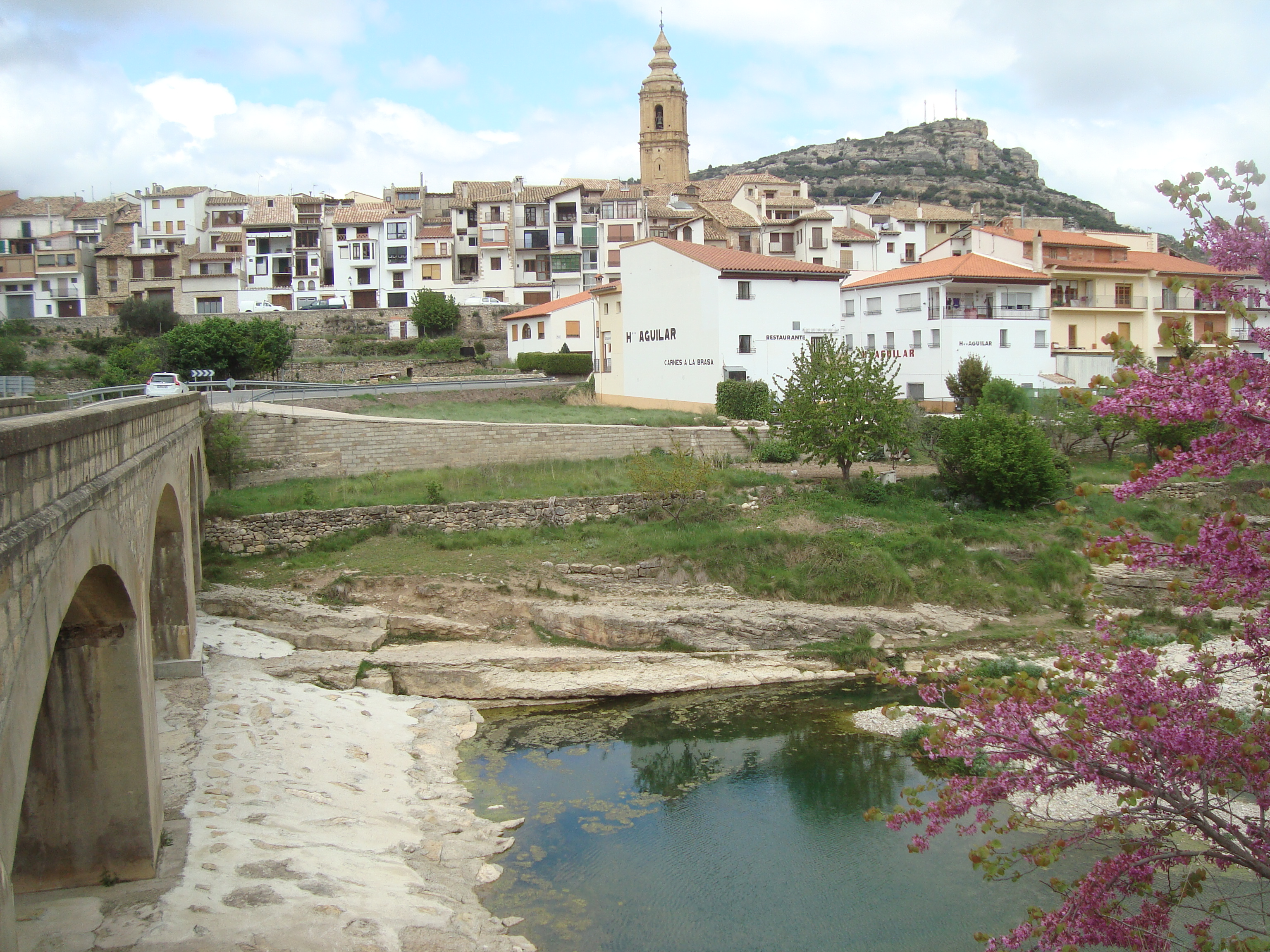
Forcall (Castellón)

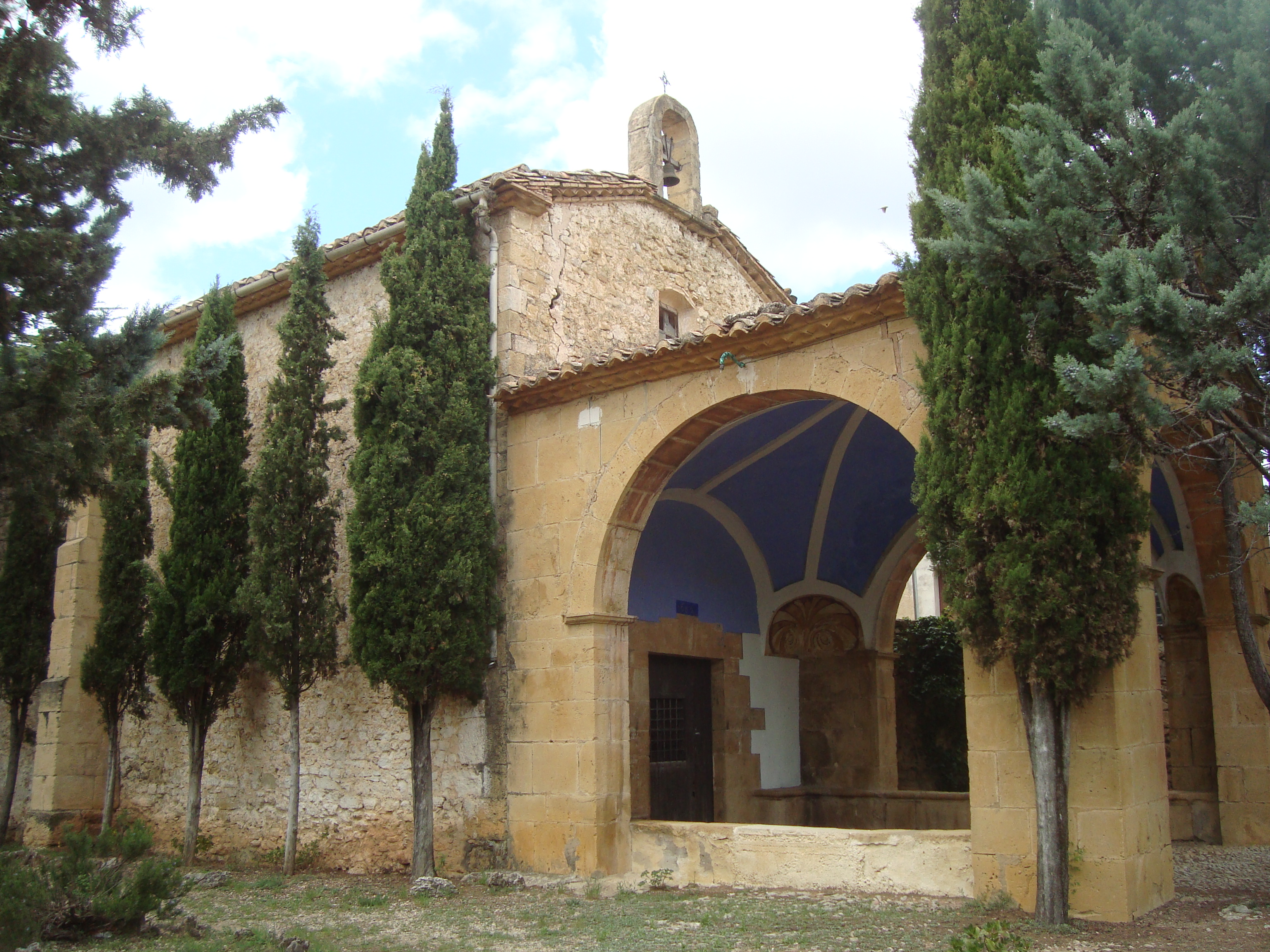
Ermita de Sant Josep (Forcall)

Forcall (en valencien et en castillan) est une commune d'Espagne de la province de Castellón dans la Communauté valencienne. Elle est située dans la comarque de Ports et dans la zone à prédominance linguistique valencienne. Elle fait partie de la Mancomunidad Comarcal Els Ports.

### Lien externe

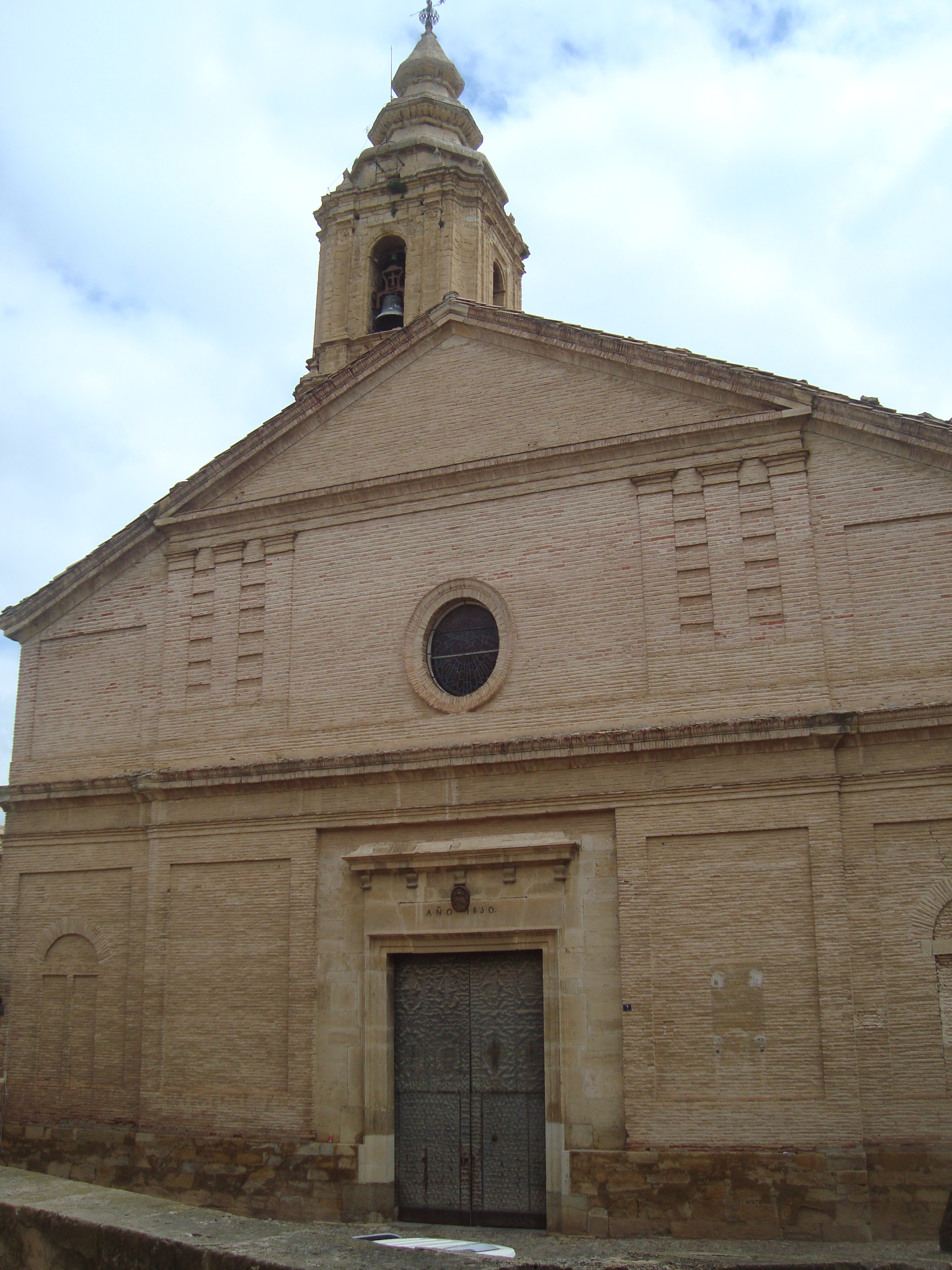
Forcall (Castellón)

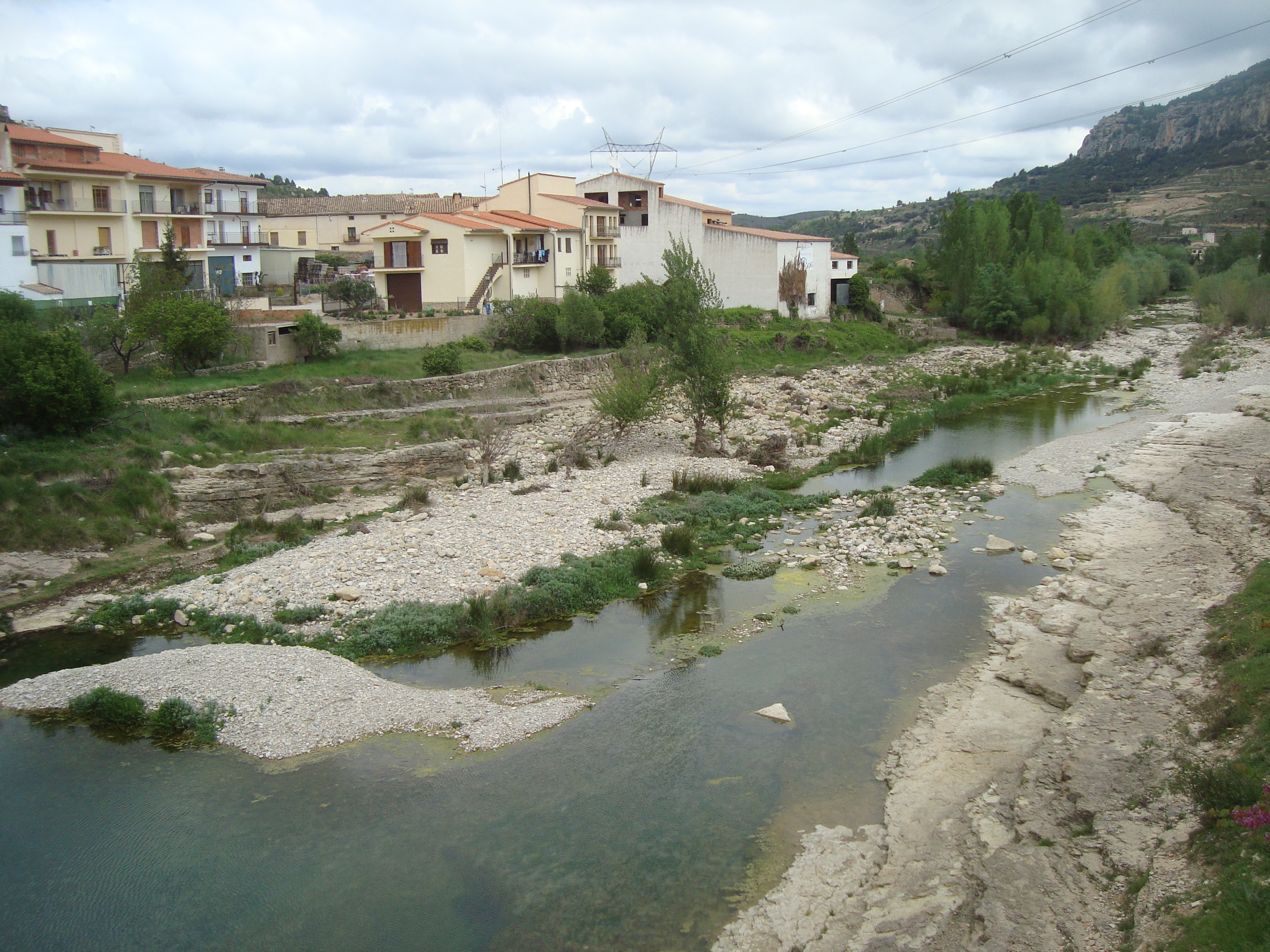
Río Caldes, Forcall (Castellón)

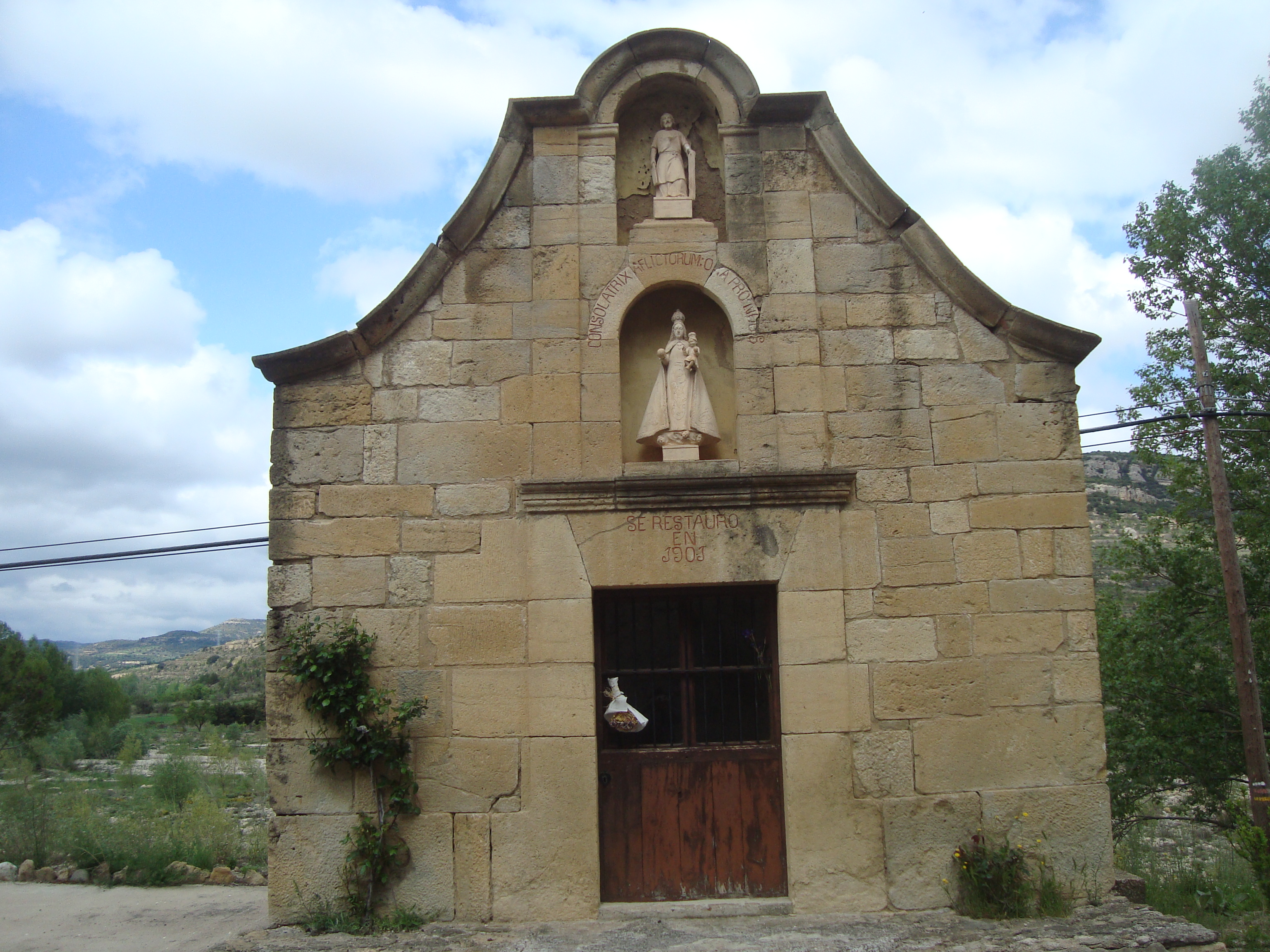
La Consolacioneta (Forcall)

## Géographie

Localisation de Forcall
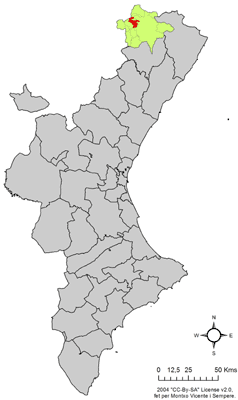
dans la Communauté valencienne.
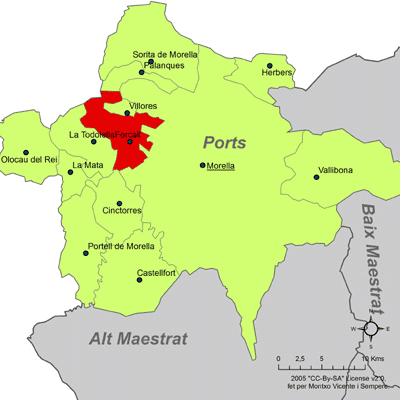
dans la comarque de Ports.